# اپیدیدیم
اَپی‌خایه، بَرخاگ یا اِپی‌دیدیم (به فرانسوی: Épididyme) قسمتی از دستگاه تناسلی مردان است.
اپیدیدیم بخشی از مجرای مَنَوی است که در پشت بیضه قرار دارد (جزو بیضه محسوب نمی‌شود) و به‌وسیله مجاری باریکی به آن مرتبط است. اپیدیدیم مجاری وابران را به رگ وابران هر بیضه پیوند می‌دهد.
اپیدیدیم لوله‌ای باریک درون بیضه‌ها است که محل بلوغ و ذخیره اسپرم می‌باشد. این لوله در کنار هر بیضه قرار دارد. منظور از بلوغ اسپرم‌ها، توانایی لقاح آن‌ها است. حدود ۱۸ساعت طول می‌کشد تا یک اسپرم بالغ شود. اسپرم‌ها پس از تولید در لوله‌های اسپرم ساز از این لوله‌های پرپیچ و خم عبور می‌کنند و به لوله پر پیچ و خم دیگری می‌رسند که اپیدیدیم نام دارد تا قبل از ورود به اپیدیدیم اسپرم‌ها نابالغ بوده و قادر به حرکت نیستند (البته دارای تاژک هستند) ولی پس از مدتی در اپیدیدیم بالغ شده و توانایی حرکت پیدا می‌کنند.
واژه بربخ عربی، اپیدیدیم یونانی و برخاگ فارسی است. خاگ یا خایه در فارسی به معنی بیضه و اپی‌خایه به معنی «روی بیضه» است.

## نگارخانه

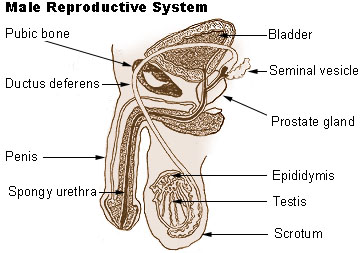
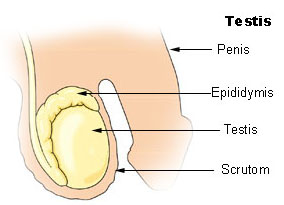
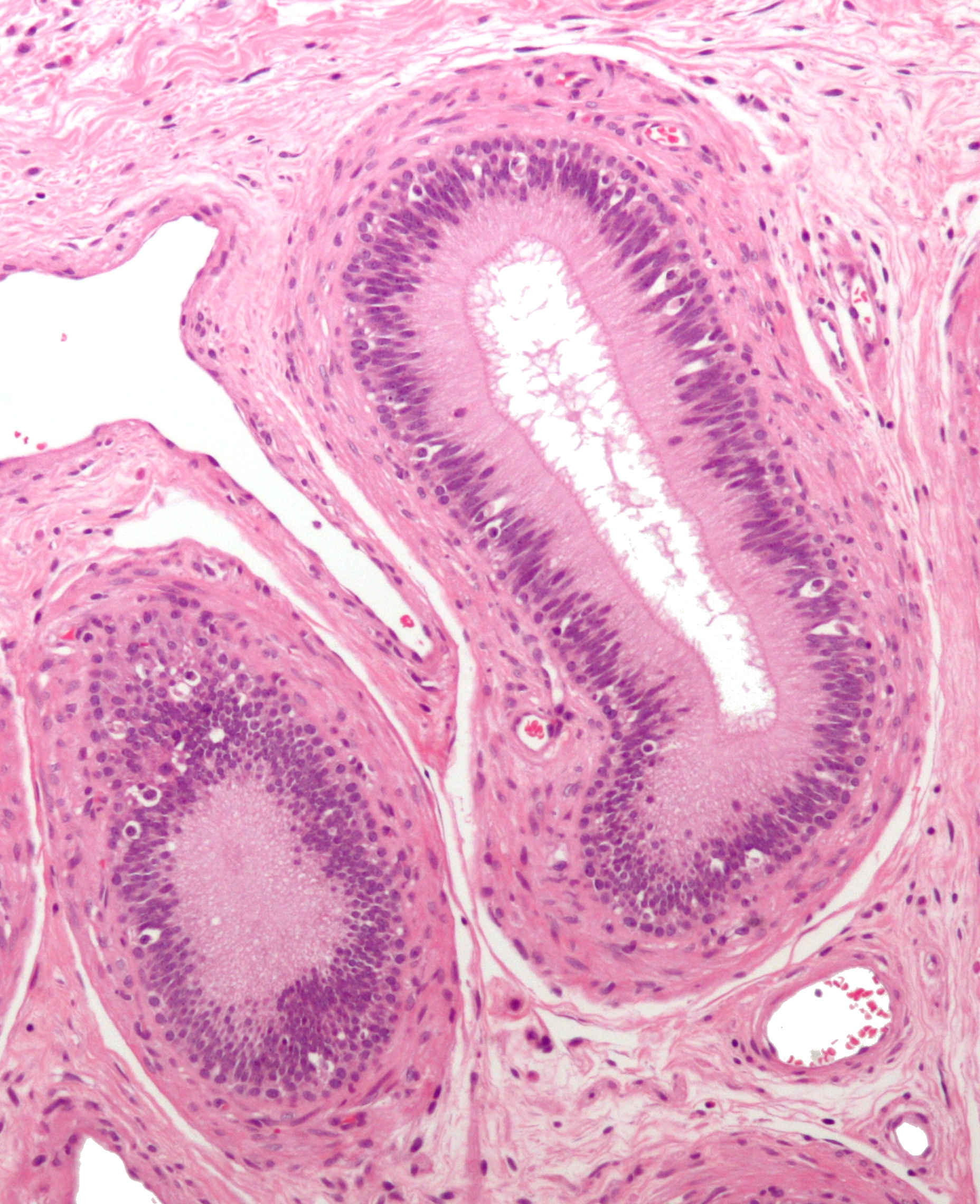